# Kundapura
Kundapura (o Coondapoor, Kundapur) è una città dell'India di 28.595 abitanti, situata nel distretto di Udupi, nello stato federato del Karnataka. In base al numero di abitanti la città rientra nella classe III (da 20.000 a 49.999 persone).

## Geografia fisica
La città è situata a 13° 37' 60 N e 74° 42' 0 E e ha un'altitudine di 8 m s.l.m..

## Società

### Evoluzione demografica
Al censimento del 2001 la popolazione di Kundapura assommava a 28.595 persone, delle quali 13.922 maschi e 14.673 femmine. I bambini di età inferiore o uguale ai sei anni assommavano a 2.675, dei quali 1.367 maschi e 1.308 femmine. Infine, coloro che erano in grado di saper almeno leggere e scrivere erano 22.556, dei quali 11.643 maschi e 10.913 femmine.